# Тімоті О'Шеннессі
Тімоті О'Шеннессі (англ. Tim O'Shannessey, 14 жовтня 1972) — австралійський велогонщик.
Бронзовий призер Олімпійських Ігор 1996 року в командній гонці переслідування.
Переможець Ігор Співдружності 1994 року в командній гонці переслідування, бронзовий призер 1994 року в гіті на 1000 м.
Чемпіон світу з трекових велоперегонів 1993 (командна гонка переслідування), 1995 (командна гонка переслідування) років, бронзовий призер 1994 року в командній гонці переслідування.